# Sinéresis (métrica)
La sinéresis o sinieresis (del latín synaeresis, y este del griego συναίρεσις, de συναιρεῖν, ‘tomar con’), también llamada sinícesis y sinecfónesis, es, en métrica, el recurso que permite ligar las vocales de un hiato deshaciéndolo, para lo cual se debilita el timbre de la vocal más débil a fin de crear un diptongo artificial con el propósito de disminuir en uno el cómputo total de sílabas del verso. Es lo contrario de la diéresis, pero, de forma distinta a esta, no se señala con ningún signo gráfico especial.
En lingüística, es bastante frecuente, en una pronunciación relajada, oír /é-roe/ o /é-rue/ en vez de /é-ro-e/ "héroe", /real-mén-te/ en vez de /re-al-mén-te/ "realmente", etc. El proceso no se detiene ahí, sino que continúa debilitando la vocal más débil del antiguo diptongo hasta su desaparición total o la modificación de su timbre: ara en vez de "ahora", Uropa en vez de "Europa", etc.
Es un recurso poético muy frecuente, tanto para reducir el número de sílabas del verso (en una métrica como la española), como para transformar la cantidad de las sílabas implicadas (en una métrica como la griega o la latina).
Un ejemplo de Antonio Machado:
Es una noche de invierno.

Cae la nieve en remolino. (La palabra cae se considera monosílaba)

Los Alvargonzález velan

un fuego casi extinguido.

Un ejemplo de métrica griega aparece en el primer verso de la Ilíada: Πηληιάδεω se mide – – ˘˘– , con sinícesis de "εω".